# デモイン級重巡洋艦
| デモイン級重巡洋艦      | デモイン級重巡洋艦 |
| ----------------------- | --- |
| USS Newport News CA-148 | |
| 艦級概観                | |
| 艦種                    | 重巡洋艦 |
| 艦名                    | 1番艦：デモイン 2番艦：セイラム 3番艦：ニューポートニューズ |
| 前級                    | ボルチモア級重巡洋艦 |
| 次級                    | |
| 計画                    | 12隻 |
| 建造                    | 3隻 |
| 中止                    | 9隻 |
| 性能諸元                | |
| 排水量                  | 基準：17,255l.t (17,532t) 満載：20,934l.t (21,270t) |
| 全長                    | 716.5ft (218.4m) |
| 全幅                    | 76.5ft (23.3m) |
| 吃水                    | 24ft (7.3m) |
| 機関                    | GE式ギヤード蒸気タービン2基/4軸 出力：120,000shp |
| 速力                    | 33kn |
| 航続距離                | 10,500海里 / 15kn巡航 |
| 兵装                    | 8"/55 Mk.16 3連装速射砲 3基9門 5"/38 Mk.12 連装両用砲 6基12門 3"/50 Mk.22 連装速射砲 12基24門 20mm/70 連装機関砲 12基24門                                                             |
| 装甲                    | 舷側：4-6in (101.6-152.4mm) 甲板：3.5in (88.9mm) 船内隔壁：5-6in (127-152.4mm) 砲塔前面：8in (203.2mm) 砲塔後面：2in (50.8m) 砲塔上面：4in (101.6mm) 砲塔側面：2-3.75in (50.8-95.3mm) |
| 乗員                    | 1,799名 |
| 艦載機                  | 4機 |

デモイン級重巡洋艦（デモインきゅうじゅうじゅんようかん　Des Moines class heavy cruiser）は、アメリカ海軍の重巡洋艦の艦級。本級は重巡洋艦として建造された最後の艦級であり、1948年から1949年にかけて3隻が就役した。ボルチモア級／オレゴンシティ級重巡洋艦の拡大改良型であり、新型の8インチ速射砲が搭載された。軍縮条約の制限を受けずに設計された本級の排水量は、基準排水量で1万7千トン以上と弩級時代の戦艦並みに達した。

## 概要
第二次世界大戦中のアメリカ海軍では巡洋艦の任務として、駆逐艦群と連携しての敵水雷戦隊への雷撃支援や艦隊の防護、敵性海域における単独での長距離哨戒や襲撃、長距離兵站線の哨戒が想定されていた。そういった元来の役目に加え、巡洋艦は太平洋戦域における有力な水上戦闘艦として、高速空母任務部隊の護衛、地上部隊への砲撃、水陸両用作戦における火力支援など、広範な任務を割り当てられ、任務部隊の要と位置づけられるようになった。
また、1942年に発生した複数の海戦において、アメリカの巡洋艦は多大な被害を被ったことから、日本海軍の巡洋艦群を撃破可能な火力を備えた艦の必要性が認識された。アメリカ海軍はこの問題への解答として、日本海軍の巡洋艦をアウトレンジ可能な新型砲である、Mk.16 55口径8インチ速射砲を搭載した新型重巡洋艦の建造に踏み切った。この砲は自動装填装置を採用しており、前級のボルチモア級より大幅に装填速度が向上している。
本級は、アメリカ海軍が建造した最後の水上砲戦用重巡であると同時に、主砲に新型の8インチ砲を採用し、艦体は大型化され装甲も強化した本級は、水上戦闘を主眼とする第二次大戦型の巡洋艦デザインの最高峰とされる。

## 兵装

### 主砲
デモイン級の最大の特徴は、自動装填装置を備えたMk.16 55口径8インチ速射砲（Rapid-fire automatic 8-inch gun turrets）である。かねてより艦船局は、ケース入り装薬を使用した大型速射砲の必要性を訴えていた。即ち、ウースター級軽巡洋艦に搭載されたMk.16 47口径6インチ両用砲と、本級のMk.16 55口径8インチ速射砲である。自動装填装置によって、前級のボルチモア級重巡に搭載されたMk.12/Mk.15 55口径8インチ砲の発射速度が1門辺り毎分3-4発だったのに対して、1門辺り毎分10発と2.5倍以上の発射速度となっている。この砲を3連装3基9門装備したデモイン級は、実質的打撃力で在来艦を大幅に上回っていた。また信管調定機構を備えており再装填はどの仰角でも可能だったため、大口径砲でありながら限定的な対空射撃が可能だったとされる。
自動装填機構・信管調定機構・装填角制限なし・砲側射撃補助に射撃管制用レーダー (Fire Control Radar、以下FCR) を採用するなど、前級の主砲から大幅に改良されている。その代償として、砲塔重量が297-304l.t (302-309t) から451l.t (458t) と大幅に増加している。
|          | 主砲諸元                                                                                 |
|          | 砲身                                                                                     |
| -------- | ---------------------------------------------------------------------------------------- |
| 口径     | 8in (20.3cm)                                                                             |
| 型式     | 8"/55 Mk.16 Mod.0                                                                        |
| 種別     | 後装式ライフル砲                                                                         |
| 砲身長   | 55口径長 440in (11.176m)                                                                 |
| 重量     | 37,370lbs (16,951kg)                                                                     |
|          | 砲塔                                                                                     |
| 構成     | 3連装砲塔                                                                                |
| 重量     | 451l.t (458t)                                                                            |
| 全高     | 44ft 8.5in (13.63m)                                                                      |
| 装甲     | 前面：8in (203.2mm)、後面：2in (50.8m) 上面：4in (101.6mm)、側面：2-3.75in (50.8-95.3mm) |
| 俯仰角   | -5°/+41°                                                                                 |
| 俯仰速度 | 8.2°/s                                                                                   |
| 旋回角   | 300° (±150°)                                                                             |
| 旋回速度 | 5°/s                                                                                     |
| 装填角   | 任意装填                                                                                 |
| 射撃補助 | Mk.27 Mod.0 FCR                                                                          |
| 信管調定 | Mk.20 All Mods                                                                           |
|          | 性能                                                                                     |
| 砲弾重量 | AP Mk.21：335lbs (151.95kg)、HC Mk.24：260lbs (117.93kg)                                 |
| 炸薬重量 | AP Mk.21：5.03lbs (2.28kg)、HC Mk.24：21.34lbs (9.68kg)                                  |
| 装薬重量 | 78lbs (35.38kg)                                                                          |
| 砲口初速 | AP Mk.21：2,500fps (762m/s)、HC Mk.24：2,700fps (823m/s)                                 |
| 最大射程 | AP Mk.21：30,000yd (27,432m)、HC Mk.24：29,800yd (27,249m)                               |
| 発射速度 | 10発/分                                                                                  |
| 砲身命数 | 780発                                                                                    |
| 砲弾数   | 合計：1,515発 (各砲塔505発)                                                              |
| 射撃管制 | Mk.37/Mk.54 GFCS                                                                         |

### 副砲・対空火器
太平洋で作戦展開するエセックス級航空母艦の護衛のため、他のアメリカ海軍巡洋艦と同様に多数の対空火器を搭載している。Mk.12 38口径5インチ両用砲を連装6基12門、日本軍の特攻対策として開発されたMk.27/Mk.33 50口径3インチ両用砲を連装12基24門、近接防御用の20mm機銃を連装12基24門、それぞれ装備した。
|          | 兵装諸元                      | 兵装諸元                    | 兵装諸元                      |
| 兵装     | Mk.12 5"/38                   | Mk.22 3"/50                 | Oerlikon 20mm/70              |
| -------- | ----------------------------- | --------------------------- | ----------------------------- |
| 口径     | 5in (127mm)                   | 3in (76.2mm)                | 20mm                          |
| 型式     | 5"/38 Mk.32 Mod.0             | 3"/50 Mk.33                 | 20mm/70 Mk.24 Mod.5           |
| 構成     | 連装                          | 連装                        | 連装                          |
| 重量     | 118,000lbs (53,524kg)         | 32,400lbs (14,696kg)        | 1,400lbs (635kg)              |
| シールド | 0.75in (19.1mm)               | ―                           | 0.5in (12.7mm)                |
| 俯仰角   | -15°/+85°                     | -15°/+85°                   | -15°/+85°                     |
| 俯仰速度 | 15°/s                         | 30°/s                       | ―                             |
| 旋回角   | 306°                          | 360°                        | ―                             |
| 旋回速度 | 25°/s                         | 24°/s                       | ―                             |
| 砲弾重量 | 55.18lbs (25.03kg) ※AAC Mk.34 | 12.90lbs (5.85kg) ※AA Mk.31 | 0.2714lbs (123.1g) ※HE-I Mk.3 |
| 炸薬重量 | 7.25lbs (3.29kg) ※AAC Mk.34   | 0.54lbs (244.9g) ※AA Mk.31  | 0.0243lbs (11.0g) ※HE-I Mk.3  |
| 装薬重量 | 15.2lbs (6.89kg)              | 4lbs (1.81kg)               | 0.061lbs (27.7g)              |
| 砲口初速 | 2,600fps (792m/s)             | 2,700fps (823m/s)           | 2,740fps (835m/s)             |
| 最大射程 | 18,200yd (16,642m)            | 14,600yd (13,350m)          | 4,800yd (4,389m)              |
| 最大射高 | 37,200ft (11,339m)            | 30,400ft (9,266m)           | 10,000ft (3,048m)             |
| 発射速度 | 15-22発/分                    | 45-50発/分                  | 450発/分                      |
| 砲身命数 | 4,600発                       | 2,050発                     | 9,000発                       |
| 砲弾数   | 500発/門 (各砲塔1,000発)      | 1,500発/門 (各砲塔3,000発)  | ―                             |
| 射撃管制 | Mk.37/Mk.56 GFCS              | Mk.56/Mk.63 GFCS            | ―                             |

### 電子兵装
射撃管制用として、8インチ砲にはMk.13 FCRを装備したMk.54 GFCSがあり、各砲塔にもMk.27 FCRを装備していた。5インチ砲はMk.25 FCRを有するMk.37 GFCSによって、また3インチ砲はMk.35 FCRを装備したMk.56 GFCSまたはMk.34 FCRを装備したMk.63 GFCSによって射撃管制が行われた。捜索用レーダーとしてはSG-6対水上レーダー、SK-3 (後に撤去) 及びAN/SPS-6C (後にAN/SPS-6C ⇒ AN/SPS-12へと換装) 対空レーダー、AN/SPS-8A高角測距レーダーを装備していた。

## 船体・機関
本級は全長約218メートル、満載排水量約21,000トンの巨体を誇り、それまでに建造された最大の重巡洋艦であった。ここまで船体が大型化したのは、設計にあたり新型三連装砲の搭載と防御力の向上に伴う重量の増加を解決するため、全長・全幅の拡大を図ったためである。機関出力は従来通り120,000軸馬力4軸推進のままだったが、船殻の大幅な延長は同時に造波抵抗を減少させ、前級のボルチモア／オレゴンシティ級重巡に比べて排水量が約4,000トン増大したにも拘わらず、速力にはほとんど影響が出なかった。

## 防御
舷側装甲は101.6mmから最大152.4mmの厚さを備え、艦首と艦尾の防御区画は127mmの装甲を持つ。水平装甲として88.9mmの主装甲に加え、その上部に25.4mmの弾片防御甲板を施した。主要防御区画内には、弾片防御効果を持った厚さ約19mmのST鋼製装甲隔壁を備えた。更に船体内部には、被害区画を分断するため連続した防火扉を広範囲に渡って備えるという念の入れようであった。司令塔部分の装甲は101.6mmから165.1mmの厚さを持ち、主砲塔には最大で203.2mm、バーベットには160mmの装甲が施された。太平洋における主敵たる日本海軍の高雄型重巡洋艦の装甲防御力が主砲塔25mm、水平装甲46mm、舷側最大127mmであったことを考慮すると、仮に日米両軍の水上戦闘が発生した場合、砲撃戦において圧倒的に有利であることは想像に難くない。

## 航空兵装
大戦中の水上戦闘で、多数のアメリカ海軍巡洋艦が沈没する原因の一つとなった航空燃料による火災の危険性を減少させるため、他の巡洋艦と同様に航空機の格納庫は艦尾に設置された。搭載機は、ハッチを通してクレーンによって格納庫へ収容される。カタパルトは当初2基装備される計画だったが、結局搭載されなかったようである（ただし、就役前日の1948年11月15日撮影とされるデモインの俯瞰写真では、艦尾両舷にカタパルトが1基ずつ搭載されているのが分かる）。というのも、1948年までの段階で艦載ヘリコプターであるシコルスキーHO3Sが従来の水上機に替わって巡洋艦に搭載され始め、1949年には完全に入れ替わってしまったからである。そのため、水上艦は戦後は後甲板をもっぱら艦載艇用のスペースとして用いることとなった（航空機用クレーンは短艇の揚げ降ろしにも大変有益な装備であった）。元来の水上機を用いた偵察艦としての役割は、既に巡洋艦から航空母艦へとシフトしていたのである。

## 運用・評価
水上戦闘を主任務とする伝統的な重巡洋艦としては、本級は優れた火力、速力、耐航性、防御力を発揮した。すくなくとも第二次大戦型の戦闘においては、敵水上襲撃部隊から輸送船団や空母任務部隊を護衛する艦として最適なクラスであったと言える。しかしながら、ミサイル全盛時代を迎えた戦後の海軍力整備の観点からすると、砲撃による艦隊戦に勝利することを目的に建造された本級は、就役時点で既に旧式艦になっていたとも言える。加えて、ネームシップであるデモインが就役した1948年11月には、すでに敵水上艦艇との戦闘が生起する可能性はほとんど無くなってしまっており、この点からしても本級の登場は遅すぎた。
とはいえデモイン級3隻の能力は、陸上砲撃任務を通じて移動砲台としての機能を担ったほか、かつての弩級戦艦に引けを取らない規模と威容は艦隊の旗艦を務めるには最適なものであったため、一番艦デモイン (USS Des Moines, CA-134) は地中海に展開する第6艦隊旗艦に就き、二番艦セーラム (USS Salem, CA-139) は第6艦隊と大西洋艦隊第2艦隊旗艦を務め、三番艦ニューポート・ニューズ (USS Newport News, CA-148) は第2艦隊の旗艦を務めた。

## 同型艦
- デモイン (USS Des Moines, CA-134)
- セーラム (USS Salem, CA-139)
- ニューポート・ニューズ (USS Newport News, CA-148)